# دانية الخطيب
دانية الخطيب (13 يوليو 1973 -)، مغنية ومذيعة لبنانية. بدأت حياتها المهنية كمقدمة برامج تليفزيونية بأحد المحطات المحلية بلبنان ثم انضمت للعمل في قناة (V) عام 1995 لتصبح أول عربية تعمل في قناة تليفزيونية دولية وفي 1998 تركت القناة لتلتحق بقناة أبوظبي حيث قدمت برنامج ترفيهي باسم زووم وحصلت من خلاله على جائزة في مهرجان القاهرة للإذاعة والتليفزيون كذلك قدمت برنامج القافلة على تليفزيون أبوظبي، وحاليا تقدم ثلاث برامج مطبخيه على قناة فتافيت من مطابخ العالم الشرق آسيويه والإفريقيه ودول أمريكا الجنوبية في الهواء الطلق وداخل المطابخ. وتتميز بخفة الظل والابتسامة الساحرة وحب الناس وهنالك رابط بين برنامجها على قناة أبوظبي وقناة فتافيت وهو حب السفر والسياحة وزيارة الكثير من البلدان والتعرف على العادات والتقاليد.
ولدت دانيا الخطيب وترعرعت في لبنان في عصر الموضة وأحبت الموسيقى منذ نعومة أظافرها وظهرت موهبتها في الغناء منذ السنوات الأولى في عمرها حيث كانت تغني بغرفتها وتسجل ما تغنيه وتسمعه مرة أخرى.
بدأت مشوارها المهني كمذيعة تلفزيونية بإحدى المحطات المحلية في لبنان وذاعت شهرتها، الشيء الذي لم تتوقعه وقت تخرجها من كلية الفنون الجميلة. وفي إحدى حلقات برنامجها اكتشف مسؤولي قناة الموسيقية العالمية، قناة V من مجموعة ستار التي تغطي آسيا والشرق الأوسط، موهبتها الفنية. والتحقت للعمل بهذه القناة في عام 1995 لتصبح أول مذيعة أغاني عربية في قناة عالمية حيث ذاع صيتها في المنطقة العربية.
وفي بدايات عام 1998 تركت دانية قناة V لتلتحق بتليفزيون أبوظبي لتقدم أنجح برنامج منوعات عربي في هذا الوقت والذي كان يحمل اسم «زووم». وحاز هذا البرنامج على أعلى نسبة مشاهدة لبرنامج عربي خلال عام 1998 ومن ثم رشحت دانية للحصول على الجائزة الفضية لـ«أحسن برنامج منوعات عربي» في مهرجان القاهرة للإذاعة والتليفزيون عام 1998.
وبعد نجاح برنامجها «زووم» قدمت دانية البرنامج السياحي الشهير «القافلة» على المحطة ذاتها وهو البرنامج الأول من نوعه في العالم العربي حيث جابت أنحاء العالم. كما قدمت العديد من البرامج الناجحة الأخرى وحافظت على مكانتها بين مشاهير الغناء في الشرق الأوسط.
وبدأت دانية مشوارها الفني في مجال الغناء عندما كانت في قناة V حين أصدرت أغنية «يلا بينا» في أكتوبر 1996 حيث لاقت نجاحاً ضخماً وكانت الأغنية الرئيسية في ألبومها الرائع الذي حمل عنوان «ذا بست أريبيان نايتس بارتي» الذي احتل المراكز الأولى في المبيعات. وبعد هذا النجاح قررت شركة EMI Music Arabia إبرام عقد مع دانية لإنتاج أربعة ألبومات وأصدرت الشركة أول ألبومات دانية معها في سبتمبر 1997 تحت عنوان «دانية» الذي تضمن 9 أغنيات. أما عن أغنيتها الفردية «فيستا» التي أعقبت أغنية «يلا بينا» فقد حققت نجاحاً هائلاً بعد تصويرها في فيديو كليب. وبهذا فقد فرضت دانية نفسها في المنطقة ورسخت صورتها كأحد النجوم الشابة في مجال الغناء.
ويذكر أن هذا الألبوم وصل إلى المرتبة البلاتينية في أقل من 6 أشهر.
أما عن ألبومها الثاني «دانية 2» فقد أثبتت قدراتها الصوتية حيث كان ألبوماً مميزاً يمزج بين الموسيقى الإنجليزية والإسبانية واليونانية. وقد حاز هذا الألبوم على إعجاب الجماهير العربية وغير العربية وتضمن أغنية «ليلي» التي قد تم تصويرها بالفيديو كليب. وقامت فرقة «ترانس جلوبال اندر جرواند» بإعادة توزيع أغنية «ليلي» التي تعاملت مع أسطورتي الروك جيمي بيدج وروبرت بلانت وأعادت توزيع أغنية الفنانة الأسطورية صباح «يا دالة» بطريقة
عصرية. وقامت دانية بغناء دويتو«برايفت نامبر» مع أحد أعضاء الفريق الإنجليزي الشهير 911 والتي احتلت المركز الثاني بإنجلترا في هذا الوقت. وقام شيكو أحد أعضاء فريق الـ «جيبسي كينجس» المشهورين بتلحين أغنية لدانية تحت اسم «السلام».
وقد لاقى الطابع الشرقي لأغنية «ليلي» قبولاً لدى كافة جنسيات العالم حيث تم إصدارها في عدة ألبومات حول العالم من ضمنها ألبوم «اريبيان نايتس» الذي بيعت منه 500,000 نسخة في البرازيل وصار عليها طلب من محطات تلفزيونية عديدة مثل قناة "MTV" وغيرها من القنوات.
وسجلت دانية ألبومها الثالث ما بين دبي وبيروت مع المنتج والموزع جان ماري رياشي وكعادتها فقد تضمن ألبومها مختلف أنواع الموسيقى وتضمن أيضاً إعادة توزيع عصرية لأغاني فلكلورية مثل «الحلوة دي» (أغنية «كوكو كوكو») وأغنية «لا تحتار» و«بحبها» و«أنا بدي» و«مشتاقة لعيونك» التي قام بتلحينها النجم اللبناني يوري مرقدي وكذلك دويتو «بارا نو فيرتى ماس» مع المغني الأرجنتيني الشهير موسكا. وصدر هذا الألبوم على شرائط كاسيت واسطوانات من إنتاج شركة EMI Music Arabia ولاقت أغنية «الحلوة دي» من هذا الألبوم التي تم تصويرها في كوبا شهرة منقطعة النظير جماهرياً وتسويقياً.
وبهذه الأغنية أثنى الكثير والكثير على موهبتها وصوتها وما تتمتع به من حضور طبيعي أمام الكاميرا وتشجعت الشركة المنتجة وأصدرت نسخة إنجليزية وأخرى فرنسية من نفس الأغنية التي تم تسجيلها في استديوهات باريس وطرحت في إنجلترا كأغنية فردية.
وظهر نجاح الألبوم الباهر في فرعي الشركة في تشيلي واليونان حيث لاقت أغنية «لا تحتار» قبولاً لدى الجماهير هناك ومن ثم تم دعوة دانية للقيام بجولة ترويجية في البلدين حيث ظهرت في معظم برامج التلفزيون الموسيقية وكانت محط أنظار الصحف والمجلات الشهيرة.
وبعد النجاح الباهر لألبومات دانية، قررت الشركة المنتجة إصدار ألبوم لأحلى ما غنت دانية الذي تضمن أغان مثل «يلا بينا» و«فيستا» و«ليلي» و«الحلوة دي» و«لا تحتار» و«فرحوا غنوا» وغيرها. ولإضفاء لمسة جديدة على هذا الألبوم سجلت دانية أغنية جميلة من الفلكلور العراقي بعنوان «فوق النخيل» والتي تم تصويرها بمدينة صيدا في لبنان. ومثل جميع أغنان دانية لاقت هذه الأغنية الجديدة نجاحاً كبيراً على جميع المستويات جماهرياً وإعلامياً وموسيقياً. وقام بإعادة توزيع هذه الأغنية الدي جي الشهير سعيد مراد حيث جسدت فيها دانية قدرتها على الغناء بشكل مختلف فهي دائماً جذابة وصوتها عذب.
ومؤخراً قامت دانية بتسجيل أغنية جديدة بعنوان «ريح قلبك» في لبنان التي يتوقع أن تحقق نجاحاً كبيراً أيضاً وهي أغنية تشبه دانية في نواح كثيرة ولها شكل جديد يتيح لها الفرصة لتصبح علامة موسيقية في الوطن العربي. 
سنة ٢٠٢١ و إثر تأثرها بإنفجار مرفأ بيروت أنتجت دانية الخطيب أغنية "في قلبي " من كلماتها، ألحان شريف حمدان و توزيع نجيب قعمورة  و لاقت هذه الأغنية إستحساناً كبيراً بين خبراء الموسيقى إذ صنّفوها كأوبريت أكثر من كونها أغنية.
منذ عام ٢٠٢٠ عادت دانية الخطيب إلى ممارستها موهبتها بالرسم، فهي  خريجة فنون جميلة من الجامعة اللبنانية الامركية في بيروت (LAU)
في مارس ٢٠٢٤ أقامت دانية الخطيب أول معرض إنفرادي لها و تميّزت بأسلوب خاص و منفرد بها و لاقى  معرضها نجاحاً واسعاً .  

## روابط خارجية
- دانية الخطيب على موقع ميوزك برينز (الإنجليزية)
- دانية الخطيب على موقع أول ميوزيك (الإنجليزية)
- دانية الخطيب على موقع ديسكوغز (الإنجليزية)